# 이바나 코빌차
이바나 코빌차(슬로베니아어: Ivana Kobilca, 1861년 12월 20일~1926년 12월 4일)는 슬로베니아의 화가이다. 슬로베니아의 대표적인 여성 화가로 손꼽히며 슬로베니아 문화사에서 중요한 인물로 평가를 받았다.
주로 초상화와 정물화 작품을 그렸으며 2007년 유로 도입 전 사용된 슬로베니아 5천 톨라르 지폐에 초상화가 실렸다.